# Díon (Eubea)
Díon (grec antic: Δῖον, llatí: Dium) va ser una antiga ciutat grega de l'illa d'Eubea, que ja apareix esmentada per Homer al Catàleg de les naus de la Ilíada, on diu que va ser una de les ciutats que va anar a la guerra de Troia sota el comandament d'Elefènor.
Segons Estrabó es trobava vora el cap Ceneu, al nord de l'illa, i vora la ciutat d'Òreos.